# Nagylengyel
Nagylengyel è un comune dell'Ungheria di 479 abitanti (dati 2001). È situato nella contea di Zala.